# Dolany (ort i Tjeckien, Olomouc)
Dolany är en ort i Tjeckien.   Den ligger i regionen Olomouc, i den östra delen av landet, 210 km öster om huvudstaden Prag. Dolany ligger 251 meter över havet och antalet invånare är 2 162.
Terrängen runt Dolany är platt åt sydväst, men åt nordost är den kuperad. Runt Dolany är det ganska tätbefolkat, med 144 invånare per kvadratkilometer. Närmaste större samhälle är Olomouc, 7,9 km sydväst om Dolany. Trakten runt Dolany består till största delen av jordbruksmark.